# Charles Grad

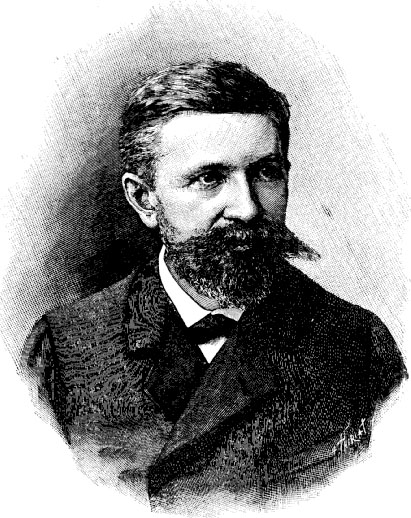
Charles Grad.

Charles Grad, född 8 december 1842 i Turckheim (Türkheim) i Elsass, död 3 juli 1890 i Wintzenheim-Logelbach, var en elsassisk industriman och skriftställare.
Grad blev 1872 ledamot i styrelsen för de stora bomullsspinnerierna och -väverierna i Logelbach och Colmar. År 1877 invaldes han i tyska riksdagen och anslöt sig där till den elsassiska oppositionen. År 1879 verkade han mycket ivrigt för skyddstulltariffen och genomdrev i den av honom representerade industrins intresse en höjning av skyddstullen på bomullsgarn. 
Förutom en stor mängd avhandlingar i geologi (i Franska vetenskapsakademiens förhandlingar), i nationalekonomi (i "Économiste français") samt över Elsass finanser och förvaltning (i elsassiska tidskrifter) utgav han skrifter rörande Elsass geografi, naturhistoria och industri samt med anledning av den tyska förvaltningen några uppsatser med skarpt oppositionell tendens, L'Alsace, sa situation et ses ressources au moment de l'annexion (1872), Coup d'œuil sur l'exploitation des chemins de fer de l'Alsace-Lorraine (1874) och Considérations sur les finances et l'administration de l'Alsace-Lorraine (1877). Hans sista arbete, L'Alsace, le pays et ses habitants (1889), prisbelöntes av Franska akademien. År 1894 restes över honom en minnesvård i Turckheim.